# Kiss Kiss (EP)
Kiss Kiss è l'EP di debutto del gruppo musicale statunitense omonimo, pubblicato nel 2005.

## Tracce
1. Says My Doctor – 4:19
2. Thought You Spoke – 3:31
3. College Film – 2:56
4. Drifts and Pulls – 4:43
5. Killing the Son – 5:25

## Formazione
- Joshua Benash - voce, chitarra, pianoforte, sintetizzatore
- Mike Abiusio - chitarra, sintetizzatore, cori
- Rebecca Schlappich - violino
- Patrick Southern - basso
- Jared Karns - batteria